# Guardian (Marvel Comics)
Guardian è un personaggio dei fumetti Marvel Comics, del quale esistono tre versioni:
- James MacDonald Hudson, è apparso col nome di Arma Alpha in X-Men (prima serie) n. 109 (febbraio 1978): creato da John Byrne, inizialmente doveva essere utilizzato come avversario degli X-Men, al pari del gruppo degli Alpha Flight che guidava, ma in un secondo momento l'autore decise di riciclarlo come supereroe;
- Heather Hudson, creata da Chris Claremont e John Byrne, appare la prima volta in X-Men (prima serie) n. 139 (novembre 1980); è la moglie di James a cui subentra alla guida di Alpha Flight quando questi muore apparentemente. Successivamente acquisirà il nome di Vindicator.
- Michael Pointer, è apparso per la prima volta in New Avengers n. 16 (aprile 2006), ad opera di Brian Michael Bendis e Steve McNiven, come avversario del gruppo. In Omega Flight n. 2 (maggio 2007) è diventato il nuovo Guardian.

Proprio come Capitan America veste un costume ispirato alla bandiera statunitense, così Guardian si rifà esplicitamente ai colori del vessillo canadese.

## James Hudson
James MacDonald Hudson era uno scienziato canadese che inventò un esoscheletro in grado di conferirgli straordinari poteri. Nelle intenzioni di James, la sua invenzione avrebbe dovuto essere utilizzata per gli scavi volti alla ricerca petrolifera, ma la Am-Can Corporation, finanziatrice del progetto, in accordo col suo socio Jerry Jaxon, decise di utilizzarla a scopi bellici. Hudson si ribellò, e quella notte rubò l'elmetto cibernetico che guidava l'esoscheletro e bruciò i progetti, in modo che la nessuno potesse riprodurla.
Assieme alla sua segretaria (e futura moglie) Heather McNeil, abbandonò la AM-CAN, rimanendo disoccupato e ricercato. Heather lo convinse a contattare il ministro della difesa canadese, che lo convinse ad utilizzare la sua invenzione per creare una cyber-tuta da consegnare al primo supereroe canadese: infatti il governo stava creando una squadra di supereroi canadese chiamata Alpha Flight, allo scopo di difendere il paese dalle minacce super-umane che stavano comparendo ogni giorno nei vicini U.S.A.
Hudson accettò, a patto che fosse stato lui ad indossarla.
Ispirato dai Fantastici Quattro, James fu fondamentale per la creazione degli Alpha Flight, a cui avrebbe voluto includere Logan, il mutante che lui e la sua neo-moglie Heather trovarono moribondo e regredito ad uno stato animalesco tra le montagne innevate.
Logan, che avrebbe dovuto unirsi col nome di Arma X, abbandonò il gruppo per seguire il sogno di Charles Xavier e si unì ai suoi X-Men.
La prima missione di James, con la nuova tuta da combattimento (e col nome in codice di Arma Alpha) fu proprio quello di rintracciare e catturare Logan (nel frattempo divenuto l'X-Man noto come Wolverine) ma nel duello una sua scarica laser, respinta dal torace d'acciaio di Colosso, colpì accidentalmente Moira McTaggert. Aver ferito un civile scosse molto James, che si allontanò, riproponendosi di tornare, una volta avuto un miglior addestramento, accompagnato dagli Alpha Flight.
Cambiato il suo nome in Vindicator, tornò come si era ripromesso ad attaccare gli X-Men, ma in seguito i due gruppi si riappacificarono e divennero alleati.
Diventato ormai il leader indiscusso degli Alpha, divenne Guardian, e fu con questo nome che divenne noto al grande pubblico.
James MacDonald Hudson morì, sotto gli occhi della moglie, nel corso di una battaglia con i primi Omega Flight, gruppo formato dal suo ex-socio Jerry Jaxon e dagli "scartati" dal progetto Alpha Flight, tutti rancorosi verso James.
Tornato misteriosamente in vita (sembra che a morire fu un clone) si riunì agli Alpha, fino a quando sia lui che l'intero gruppo non fu ucciso nello Yukon dal Collettivo (alias Michael Pointer), un individuo che richiudeva in sé tutti i superpoteri dei mutanti depotenziati dopo House of M.
In passato è stato accennato che James Hudson sia in qualche modo implicato con l'esperimento che fuse l'adamantio allo scheletro di Wolverine, ma in seguito questa teoria è stato poi smentita; tuttavia, in un flashback nella serie Wolverine: Origini, abbiamo visto un Hudson nell'esercito canadese della prima guerra mondiale interagire con Sylas Burns (Cyber) e Victor Creed (Sabretooth), nemici giurati di Logan; costui è infatti parente di James, il nonno, che concepì suo padre con la sua segretaria, la signorina Mac Donald (da qui il doppio cognome). Suo padre poi generò altri due figli con altrettante donne, e uno di essi fu uno degli scienziati di Arma X.
James e Logan inoltre erano lontanissimi parenti, in quanto il nome da nubile della vera madre di Wolverine era Elizabeth Hudson; a quanto pare il misterioso Romulus, colui che ha manipolato Logan per gran parte della sua vita, rendendolo un omicida e privandolo di molte persone care, manovri segretamente le vite di tutti gli Hudson.

## Heather McNeil-Hudson
Heather McNeil era stata assunta come segretaria presso la AM-CAN fu qui che conobbe James Hudson, uno dei più brillanti scienziati della società. Heater se ne innamorò subito, tanto che, quando James di licenziò dalla società per motivi etici, Heater lo seguì, confidandogli i suoi sentimenti e sostenendo la sua causa.
Fu proprio lei a suggerire ad Hudson di rivolgersi al governo per avere i fondi necessari per il completamento della sua cyber-tuta. James divenne così membro del Dipartimento H, rivolto alla creazione di una super squadra di supereroi canadesi.
Heather e James si sposarono, e durante un week end tra i boschi canadesi, i neosposini vennero aggrediti da un selvaggio tutto nudo, più bestia che uomo; si trattava di Logan (il futuro Wolverine) da poco fuggito dall'esperimento "Arma X" che ne aveva fuso le ossa con dell'adamantio. Mentre James corse a chiamare i soccorsi, Heather si prese cura di Logan, vedendo sotto quell'aspetto brutale un uomo spaventato e vittima di una violenza.
Logan si affezionò molto a James e Heather (soprattutto a quest'ultima) e venne considerato come uno di famiglia, tant'è che, anni dopo, Logan correrà molte volte in suo aiuto.
Nel frattempo James fondò Alpha Flight il super team di eroi al servizio del governo canadese e, benché non ne facesse parte (essendo priva di superpoteri e di qualità particolari) Heather familiarizzò molto con i membri della squadra in particolar modo con l'agile nano Eugene Judd alias Puck, che cominciò a provare del tenero per lei.
La felicità di Heather e James finì tragicamente il giorno in cui gli alphani si scontrarono con Omega Flight, un gruppo di elementi scartati dal Dipartimento H in quanto ritenuti pericolosi e instabili; durante la battaglia James morì sotto gli occhi di Heater, che rimase a lungo traumatizzata per lo shock.
Ripresasi grazie alle cure di Micheal Twoyoungmen (alias Sciamano) e di Puck, Heather decise di continuare il sogno dell'amato marito nel ruolo di leader degli alphani, seppur priva di superpoteri. Heather non si limitò solo alla parte amministrativa ma divenne la stratega della squadra, pur non partecipando agli scontri. La sua leadership non fu mai messa in discussione dalla squadra, ma Heater cominciò a diventare un bersaglio troppo facile per i nemici (che finivano inevitabilmente per rapirla o metterla in pericolo), decise allora di indossare la stessa cyber tuta indossata dal marito; venne inizialmente addestrata da Puck, ma quando questi si dimostrò troppo apprensivo nei suoi riguardi (essendone segretamente innamorato) Heater si rivolse al suo vecchio amico Logan.
Heather dimostrò tutto il suo valore quando aiutò Wolverine a sconfiggere Lady Deathstrike e il suo esercito di samurai e, come il marito anni prima, assunse prima il nome di Vindicator e successivamente quello di Guardian, guidando gli Apha Flight in diverse missioni.
Dopo il ritorno di James dalla morte, Heather tornò a farsi chiamare Vindicator e modificò il suo costume, colorandolo di verde dove prima era rosso.
Come tutti i componenti di Alpha Flight, Heather è rimasta uccisa nello scontro con il Collettivo nello Yukon.

## Michael Pointer
Pointer è, come detto, un postino dell'Alaska, inconsapevole di essere un mutante con la capacità di assorbire energia. Dopo l'M-Day fu uno dei mutanti che mantenne i suoi poteri. Secondo Iron-man, per la I legge della termodinamica (l'energia non si può creare o distruggere, solo trasformare), tutta l'energia dei mutanti che perdettero i loro poteri (Magneto, Quicksilver, Jubilee...) entro in lui e gli diede un potere immenso, maggiore anche a quello di Sentry. Spinto da una di queste energie iniziò un viaggio, prima a piedi e poi in volo che lo fece scontrare con gli Alpha Flight e con i Nuovi Vendicatori dopo. Si è reso responsabile della morte degli Alpha Flight, sebbene in quel momento egli non era cosciente di quel che stava facendo (sembra infatti che fosse posseduto dalla mente di Xorn).
Fu sconfitto dai Nuovi Vendicatori, aiutati da Ms. Marvel, Visione e dallo S.H.I.E.L.D..
Viene arruolato da Sasquatch, unico sopravvissuto del massacro nello Yukon, nella formazione dei nuovi Omega Flight per redimere i suoi peccati.
Per onorare l'eroe da lui ucciso, Michael indossò il costume di Guardian.

## Poteri e abilità
- Il primo Guardian possedeva una tuta cibernetica che gli conferiva la capacità di volare, di creare attorno al suo corpo dei campi elettromagnetici che lo proteggeva dagli attacchi fisici (la sua barriera ha resistito agli artigli di Wolverine) e di lanciare scariche laser dalle mani.

Dopo il primo duello con gli X-Men, Guardian è riuscito a portarsi in salvo spostandosi ad una velocità tale da scomparire davanti agli occhi degli assalitori (dando la sensazione di essersi teletrasportato).
- Guardian II aveva tutti gli stessi poteri del suo predecessore, in più aveva ricevuto lezioni di combattimento da Puck e Wolverine.
- Guardian III invece ha una notevole gamma di superpoteri mutanti, e non è possibile stabilire quali siano nello specifico; tuttavia possiamo stabilire con precisione che Michael ha la capacità di volare, di assorbire ogni tipo energia e di rilasciarla sotto forma di potentissime scariche.

È dotato inoltre di una resistenza straordinaria, in quanto, durante la battaglia con i Nuovi Vendicatori, ha resistito agli attacchi di Iron Man, Ms. Marvel e Sentry tre dei supereroi più potenti dell'universo Marvel.